# Arch (Berne)
Pour les articles homonymes, voir Arch.
Arch est une commune suisse du canton de Berne, située dans l'arrondissement administratif du Seeland.

## Histoire
Arch fait partie du bailliage de Büren de 1393 à 1798.

## Ouvrages d'art
Sur le territoire de la commune se trouvent deux ponts sur l'Aar, l'un sur la route Arch - Granges et l'autre, un pont moderne à haubans, sur le trajet de l'autoroute A5 Soleure-Bienne

## Transport
- Bus pour Soleure, Büren, Granges
- sur la ligne de bateau Bienne-Soleure